# Tomás Valarino y Gattorno
Tomás Valarino y Gattorno (Cartagena, 7 de marzo de 1801 - ibidem, 7 de marzo de 1877), conde de Santa Lucía, fue un empresario y político español.

## Biografía

### Orígenes
Tomás Valarino nació en el seno del matrimonio formado por Ángel Valarino Mordeglia y Librada Gattorno Bregante, quienes a finales del siglo XVIII se habían instalado en Cartagena tras huir de su Génova natal por motivos políticos. Por vía paterna, sus antepasados habían sido armadores y comerciantes de origen francés e italiano, y habían acumulado un importante capital como resultado tanto de sus actividades mercantiles como por asegurarse la ventaja de ser proveedores del Arsenal de Cartagena y prestamistas de la Real Hacienda.
Al fallecimiento del patriarca Valarino, su viuda y sus hijos Juan y Tomás constituyeron una sociedad que el 5 de junio de 1834 solicitó licencia al gobernador de Cartagena para construir una «fábrica de cristales y vidrio blanco», en los terrenos que poseían en el barrio extramuros de Santa Lucía. La licencia fue concedida tres días después, e inmediatamente quedó Tomás designado director de la que sería conocida como la Fábrica de cristal y vidrio de Santa Lucía, cuya operatividad se mantuvo hasta su clausura en 1955.

### Carrera empresarial y política
La factoría prosperó rápidamente gracias a la calidad de su producción, su situación respecto a un puerto como el cartagenero y a la ausencia de competencia en su entorno más cercano, debido a que su rival más cercano entonces se encontraba en Valencia. La proximidad desde 1860 de la estación de ferrocarril también contribuyó posteriormente a consolidar este éxito, mediante a la mejora de las conexiones con el mercado interior. Las instalaciones fabriles de Santa Lucía llegaron a contar con 360 trabajadores, cifra que se mantuvo sobre 200 incluso en periodos de crisis. Debido a la inexperiencia de la mano de obra local a causa de lo tardío de la Revolución industrial en España, Valarino dispuso la contratación de diversos operarios británicos, franceses y belgas para instruir a sus obreros españoles.

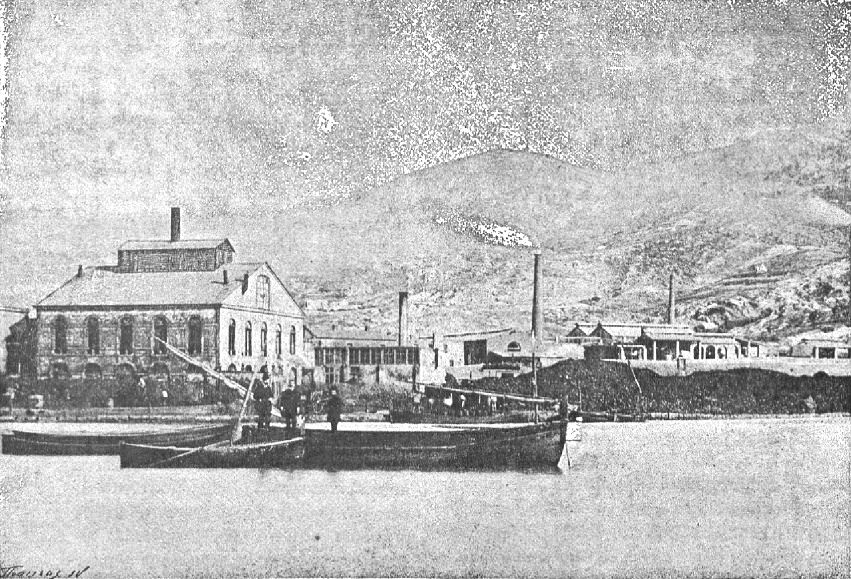
La Fábrica de cristal y vidrio de Santa Lucía, en un fotograbado de 1890.

A la notoriedad empresarial le siguió pronto la acogida en la política. En una fecha tan temprana como 1835, apenas un año después de recibir permiso para establecer su fábrica en Cartagena, ingresaba en el Estamento de Procuradores como reemplazo del fallecido Damián de la Santa. Desde aquel momento y hasta el final del reinado de Isabel II en 1868, Valarino orbitó en torno al Partido Moderado y resultó elegido en la mayoría de votaciones al Congreso de los Diputados –la denominación de la cámara baja que sucedió a la de «Estamento de Procuradores»– que tuvieron lugar en la circunscripción electoral de Cartagena. Su intervención fue clave durante la insurrección progresista de Cartagena en 1844, cuando negoció la capitulación de la villa y la expatriación de los cabecillas del movimiento, y entre 1871 y 1872 tuvo una breve experiencia como senador en el que sería su último servicio como representante público.
Además de por sus compromisos políticos, el industrial murciano hizo aparición en Madrid con razón de algunas exposiciones en las que pudo mostrar sus productos al público de la capital. Así, recibió una medalla de oro por su participación en la organizada por la Real Sociedad Económica Matritense de Amigos del País en 1841, y la del año siguiente le granjeó esta vez la cruz de la Orden de Carlos III, a la que se sumarían posteriormente condecoraciones tales como la gran cruz de la Orden de Isabel la Católica o la de la Beneficencia.
Junto a otros socios pertenecientes como él a la floreciente burguesía cartagenera, Valarino fundó también las factorías de cerámica La Amistad (1842-93) y La Cartagenera (1880-3), en las localidades de Borricén y Media Legua. No superó sin embargo con ellas el reconocimiento social que le brindó la Fábrica de cristal y vidrio, que fue incluida en el itinerario oficial de Isabel II y el Consejo de Ministros cuando visitaron la ciudad portuaria en 1862.
Durante la epidemia de cólera que sacudió Cartagena en 1865, Tomás Valarino prestó servicios de caridad para paliar la incidencia de la enfermedad. En agradecimiento, desde el consistorio se decidió otorgar su nombre a una de las plazas de la ciudad, y atendiendo a estos hechos y a sus méritos empresariales, el 12 de julio de 1875 el rey Alfonso XII creaba para él el título de conde de Santa Lucía. Dos años después moría, legando la gestión de sus negocios a su yerno Joaquín Togores y Fábregues.